# Ahmad at-Tajjibi
Ahmad at-Tajjibi (hebr. אחמד טיבי, arab. أحمد الطيبي, trans. Ahmed Tibi, ur. 19 grudnia 1958 w At-Tajjibie) – izraelski polityk, izraelski Arab, od 1999 poseł do Knesetu z list różnych ugrupowań i koalicji arabskich, kilkukrotnie zastępca przewodniczącego Knesetu, jeden z założycieli i przywódców Ta’al.
Określa siebie jako Palestyńczyka, ale twierdzi, że Izrael jest jego ojczyzną i pragnie pozostać w tym kraju niezależnie od losu terytoriów palestyńskich. Jest lekarzem, ukończył medycynę na Uniwersytecie Hebrajskim w Jerozolimie.
Przez kilka lat był politycznym doradcą Jassera Arafata, reprezentował nawet stronę palestyńską podczas negocjacji w 1998 roku w Wye River. Zrezygnował z tych funkcji w 1999, w celu kandydowania do Knesetu. Określa swoje relacje z Arafatem jako „bliskie” i dla niego „wyjątkowo interesujące i ważne”.
W 2002 roku, skrajnie prawicowy deputowany, Micha’el Kleiner zwrócił się do Knesetu o zakazanienie podróżowania Tibiemu do Strefy Gazy i Zachodniego Brzegu, twierdząc iż „asystuje on Palestyńczykom w ich wojnie z Izraelem”. Tibi zaprotestował przeciwko temu i zwrócił się do Sądu Najwyższego, który przyznał mu rację.
U progu wyborów do parlamentu w 2003 roku, kilku ultraprawicowych, głównie z Narodowej Partii Religijnej postulowało uniemożliwienie Tibiemu kandydowania do Knesetu. Wniosek o to postawił członek Likudu Micha’el Etan, który twierdził iż Tibi narusza jedno z postanowień izraelskiego prawa zakazującego kandydowania ugrupowaniom nie uznającym żydowskiego charakteru państwa Izrael czy też wspierających terrorystów. Wniosek przeszedł w Izraelskiej Centralnej Komisji Wyborczej jednym głosem. Jednakże Sąd Najwyższy unieważnił nieodwołalnie to postanowienie. W wyniku tego Tibi wszedł do parlamentu z połączonej listy Ta’al i lewicowego Hadasz.
Przed wyborami w 2006 roku za jego sprawą Ta’al opuścił koalicję z Hadasz i przyłączył się do Zjednoczonej Listy Arabskiej.
Zasiadał w Knesetach XV, XVI, XVII, XVIII, XIX, XX i XXI kadencji,